# چارلز ریور
چارلز ریور (انگلیسی: Charles River) شرکت تجهیزات پزشکی آمریکایی است، که در سال ۱۹۴۷ تأسیس شد.